# België op de Olympische Winterspelen 2006
Tijdens de Olympische Winterspelen van 2006 die in Turijn werden gehouden nam België voor de achttiende maal deel.
Vier sporters vertegenwoordigden België op de twintigste editie bij het kunstrijden, schaatsen en shorttrack. De Belgische equipe behaalde deze editie geen medaille op de Winterspelen. België kwam derhalve niet voor in het medailleklassement.
Kevin van der Perren, Wim De Deyne en Pieter Gysel namen voor de tweede keer deel, Bart Veldkamp nam voor de vijfde keer deel aan de Winterspelen, inclusief zijn beide deelnames als Nederlander.

## Deelnemers & Resultaten

### Kunstrijden
| Olympiër (deelname)      | Discipline | Klassering | Prestatie                                         |
| ------------------------ | ---------- | ---------- | ------------------------------------------------- |
| Kevin Van der Perren (2) | Mannen     | 9e         | korte kür: 65,36 lange kür: 132,03 totaal: 197,39 |

### Schaatsen
| Olympiër (deelname) | Discipline  | Klassering | Prestatie          |
| ------------------- | ----------- | ---------- | ------------------ |
| Bart Veldkamp (5)   | 5000 m (m)  | 13e        | 6.32,02 (+ 17,34)  |
| Bart Veldkamp (5)   | 10.000m (m) | 14e        | 13.48,12 (+ 46,55) |

### Shorttrack
| Olympiër (deelname) | Discipline | Klassering | Prestatie                                                           |
| ------------------- | ---------- | ---------- | ------------------------------------------------------------------- |
| Wim De Deyne (2)    | 500 m (m)  | 8e         | voorronde 3: 1e halve finale 4: 3e                                  |
| Wim De Deyne (2)    | 1500 m (m) | DSQ        | voorronde 1: 2e halve finale 3: gediskwalificeerd                   |
| Pieter Gysel (2)    | 500 m (m)  | 19e        | voorronde 6: 4e                                                     |
| Pieter Gysel (2)    | 1000 m (m) | DSQ        | voorronde 6: 3e kwartfinale 3: 2e halve finale 1: gediskwalificeerd |
| Pieter Gysel (2)    | 1500 m (m) | DSQ        | voorronde 1: 2e halve finale 3: gediskwalificeerd                   |

Albanië · Algerije · Amerikaanse Maagdeneilanden · Andorra · Argentinië · Armenië · Australië · Azerbeidzjan · België · Bermuda · Bosnië en Herzegovina · Brazilië · Bulgarije · Canada · Chili · China · Chinees Taipei · Costa Rica · Cyprus · Denemarken · Duitsland · Estland · Ethiopië · Finland · Frankrijk · Georgië · Griekenland · Groot-Brittannië · Hongarije · Hongkong · Ierland · IJsland · India · Iran · Israël · Italië · Japan · Kazachstan · Kenia · Kirgizië · Kroatië · Letland · Libanon · Liechtenstein · Litouwen · Luxemburg · Macedonië · Madagaskar · Moldavië · Monaco · Mongolië · Nederland · Nepal · Nieuw-Zeeland · Noord-Korea · Noorwegen · Oekraïne · Oezbekistan · Oostenrijk · Polen · Portugal · Roemenië · Rusland · San Marino · Senegal · Servië en Montenegro · Slovenië · Slowakije · Spanje · Tadzjikistan · Thailand · Tsjechië · Turkije · Venezuela · Verenigde Staten · Wit-Rusland · Zuid-Afrika · Zuid-Korea · Zweden · Zwitserland